# 丽江橐吾
丽江橐吾（学名：Ligularia lidjiangensis）为菊科橐吾属的植物，是中国的特有植物。分布于中国大陆的云南等地，生长于海拔2,600米至3,260米的地区，见于水边和草坡，目前尚未由人工引种栽培。